# Clériman

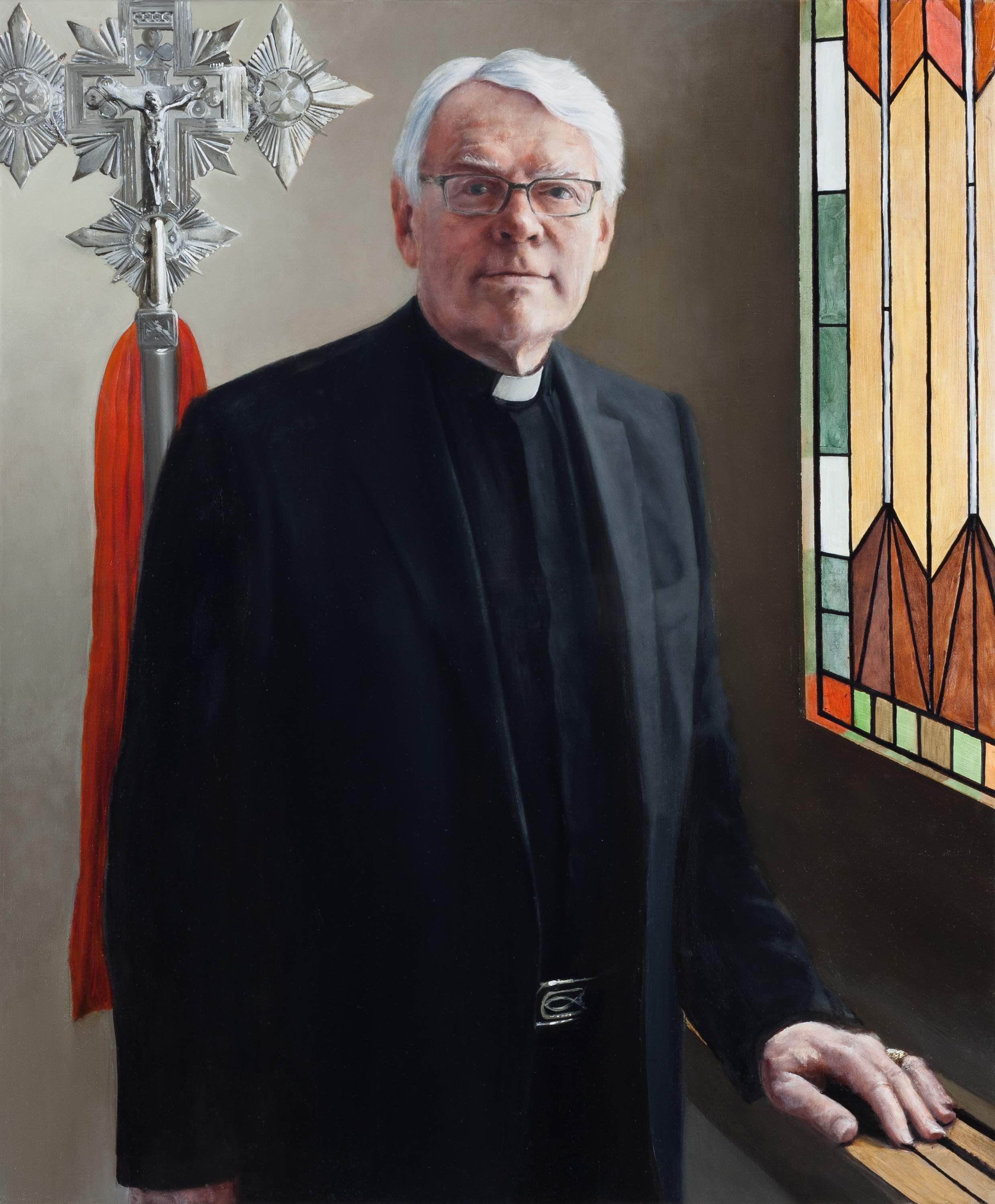
Sacerdote con clériman

El clériman, anglicismo derivado de "clergyman", clérigo, hace referencia a cierta indumentaria eclesiástica. En español se emplea a veces para referirse a la vestimenta completa de los sacerdotes: pantalón, camisa, alzacuello y chaqueta. Ocasionalmente se utiliza para designar solo el alzacuello.
Por norma general, el clériman está compuesto por pantalón, camisa, alzacuello y chaqueta de color negro o gris, y raramente marrón. La camisa suele ser del mismo color que el hábito, con alzacuello blanco.
En el ámbito católico lo utilizan sacerdotes de las distintas jerarquías, diáconos, presbíteros y obispos en sustitución de la sotana.
El cuello de la camisa suele estar unido al “collarette” o collar, reservando una ranura específica para colocar una faja blanca, normalmente de plástico, que queda escondida casi por completo, excepto por el borde superior y un por el pequeño cuadrado en la base de la garganta, imitando así el cuello del hábito talar.